# Dècada del 1290 aC

## Esdeveniments
- C. 1295 aC - 1186 aC- Es construeix el Gran Temple d'Ammon a Karnak. Imperi Nou.
- 1292 aC-Fi de la dinastia XVIII d'Egipte, l'inici de la Dinastia XIX.
- 1292 aC- Coronació de Ramsès I.

## Personatges destacats
- Ramsès II